# Jenni Asserholt
Jenni Asserholt (* 8. April 1988 in Örebro) ist eine schwedische Eishockeyspielerin, die seit 2015 für den HV71 in der höchsten schwedischen Spielklasse, der Svenska damhockeyligan, spielt.

## Karriere
Asserholt spielte zunächst in ihrer Geburtsstadt beim Guldsmedshytte SK, ehe sie 2001 zum HC Örebro 90 wechselte, für den sie bis 2007 in der Division 1 (der damals höchsten Fraueneishockeyliga) spielte. 2005 nannte sich der Verein in Örebro HK um. Zur Saison 2007/08 verließ die Stürmerin ihre Geburtsstadt und lief ein Spieljahr für die Frauenmannschaft des Linköpings HC in der Riksserien auf. Nach einem einjährigen Intermezzo an der University of Minnesota Duluth kehrte sie 2009 nach Linköping zurück und gewann bis 2015 zwei schwedische Meisterschaften mit dem Klub. Zur Saison 2015/16 wechselte sie zum Ligarivalen HV71 nach Jönköping.

### International
Für ihr Heimatland nahm Asserholt seit 2004 an zahlreichen Weltmeisterschaften und Olympischen Winterspielen teil. Bei den Olympischen Winterspielen 2006 in Turin gewann sie mit der schwedischen Frauen-Nationalmannschaft die Silbermedaille im olympischen Eishockeyturnier. Weitere Erfolge feierte sie mit dem Gewinn der Bronzemedaille bei den Weltmeisterschaften 2005 und 2007.
Insgesamt hat Asserholt bis 2016 235 Länderspiele absolviert, in denen sie 23 Tore erzielte.

## Erfolge und Auszeichnungen
- 2005 Bronzemedaille bei der Weltmeisterschaft
- 2006 Silbermedaille bei den Olympischen Winterspielen
- 2007 Bronzemedaille bei der Weltmeisterschaft
- 2014 Schwedischer Meister mit dem Linköpings HC
- 2014 Årets hockeytjej
- 2015 Schwedischer Meister mit dem Linköpings HC

## Karrierestatistik
(Legende zur Spielerstatistik: Sp oder GP = absolvierte Spiele; T oder G = erzielte Tore; V oder A = erzielte Assists; Pkt oder Pts = erzielte Scorerpunkte; SM oder PIM = erhaltene Strafminuten; +/− = Plus/Minus-Bilanz; PP = erzielte Überzahltore; SH = erzielte Unterzahltore; GW = erzielte Siegtore; 1 Play-downs/Relegation; Kursiv: Statistik nicht vollständig)